# Vančo Balevski
Vančo Balevski (* 3. Juli 1947 in Skopje) ist ein ehemaliger jugoslawischer Fußballspieler.

## Karriere
Der Stürmer Balevski wechselte im September 1976 vom jugoslawischen Club Hajduk Split zum damaligen Bundesligisten Karlsruher SC. In seiner ersten Saison in Deutschland kam er auf 20 Einsätze, konnte aber den Abstieg der Karlsruher trotz seiner zwei Tore nicht verhindern. In seiner zweiten Saison bei den Badenern kam er nur selten zum Einsatz. Zum Ende der Saison 1977/78 wechselte er zurück nach Jugoslawien zu NK Olimpija Ljubljana.